# (34700) 2001 OE45
2001 OE45 (asteroide 34700) é um asteroide da cintura principal. Possui uma excentricidade de 0.08753460 e uma inclinação de 11.78061º.
Este asteroide foi descoberto no dia 16 de julho de 2001 por LONEOS em Anderson Mesa.